# Aleksandra Fila
Aleksandra Fila-Bobrzyk (ur. 17 sierpnia 1983) – polska lekkoatletka, specjalizująca się w trójskoku.

## Kariera
Zawodniczka Startu Lublin jest Mistrzynią Polski w różnych kategoriach wiekowych, w tym Mistrzynią Polski seniorów w 2005. 6. zawodniczka Młodzieżowych Mistrzostw Europy (Erfurt 2005), 6. - Superligi Pucharu Europy w lekkoatletyce (Málaga 2006), 8. - Pucharu Świata w lekkoatletyce (Ateny 2006).

## Rekordy życiowe
- trójskok – 13,93 m (2006)
- trójskok (hala) – 13,52 m (2008)